# 小鹿斑比遇到哥吉拉
《小鹿斑比遇到哥吉拉》（英語：Bambi Meets Godzilla）是一部1969年由邁弗·紐蘭德全程製作的黑白短篇學生動畫電影。這部作品有短短90秒，被視為經典動畫作品；並在《50部最偉大的卡通片》（1994年）一書中排名第38位。

## 情節
本片開頭以製作人員表的字幕展開，並在芝加哥交響樂團演奏的《威廉·泰爾》《牛牧之歌》背景音樂下中滾動。在片頭字幕結束後，小鹿斑比在鏡頭中出現，並專注在自己的事情身上，直到他被哥吉拉的腳踩扁（背景音樂是披頭四的《生命中的一天》的最後一個和弦）。
片尾字幕出現後，哥吉拉的腳仍持續壓在小鹿斑比上方，片尾字幕致謝東京「幫助本片獲得哥吉拉」，哥吉拉的腳趾爪子一動後，動畫就結束了。

## 發行
1973年，《小鹿斑比遇到哥吉拉》與約翰·馬格努森（John Magnuson）的《謝謝你面具人》由蘭迪·芬利（Randy Finley）和西雅圖的特別影片公司（Specialty Films）合作發布，並廣泛以《紅心之王與他忠誠的短片》為標題在美國上映，該節目在美國各地的影院連續播放了數年，這部短片也收錄在1985年《哥吉拉》的美國版本和《奇幻動畫節》的VHS家用錄影帶發行版中。
2009年，學院電影檔案館保存了《小鹿斑比遇到哥吉拉》。

## 續集和翻拍
- 1976年：推出了黑白續集《小鹿斑比的復仇》。[8]
- 1999年：推出了3D動畫彩色續集《小鹿斑比遇上哥吉拉之子》。 [9]
- 2013年：動畫師科達·加德納透過追蹤電影幀並透過數位影片編輯組裝動畫，製作了原作的逐幀重製版。[10]
- 2015年：斯科蒂·菲爾茲創作了一部真人重拍版。[11]

## 另見
- 米奇在越南
- 給我查理布朗的頭（英语：Bring Me the Head of Charlie Brown）
- 升級（動畫）（英语：Escalation_(1968_animated_film)）

## 外部連結
- 互联网电影数据库（IMDb）上《小鹿斑比遇到哥吉拉》的资料（英文）
- ''Bambi Meets Godzilla'' [4k] [audio restoration] Youtube
- Bambi Meets Godzilla on AllMovie （页面存档备份，存于）
- Bambi Meets Godzilla on Dailymotion （页面存档备份，存于）